# دیوید ویلمت
دیوید ویلمت (انگلیسی: David Wilmot) بازیگر سینما، تلویزیون و تئاتر اهل ایرلند است.
از فیلم‌ها و مجموعه‌های تلویزیونی که وی در آن نقش داشته‌است، می‌توان به مستند نجات تایتانیک، آنا کارنینا، کالواری، وایکینگ‌ها، قوانین جذابیت، آرتور شاه، نگهبان، وقفه، ایستگاه یازده و ۷۱ اشاره کرد.